# Tim Ingold
Timothy Ingold, mais conhecido como Tim Ingold (Kent, 1 de novembro de 1948) é um antropólogo britânico, professor da Universidade de Aberdeen.

## Vida
Tim Ingold foi educado na Leighton Park School em Reading. Frequentou o Churchill College, Cambridge, inicialmente estudando ciências naturais, mas mudando para antropologia, tendo concluído seu bacharelado em Antropologia Social em 1970 e seu doutorado em 1976.  Seu trabalho de doutorado foi realizado com os Skolt Saami do nordeste da Finlândia, estudando suas adaptações ecológicas, organização social e política étnica.
Ingold lecionou na Universidade de Helsinque (1973–1974) e depois na Universidade de Manchester. Em 1999, mudou-se para a Universidade de Aberdeen. Em 2015, ele recebeu o doutorado honorário pela Leuphana University of Lüneburg (Alemanha).

## Realizações
Seus interesses são amplos, incluindo os temas da percepção ambiental, linguagem, tecnologia e prática especializada, arte e arquitetura, criatividade, teorias da evolução em antropologia, relações homem-animais e abordagens ecológicas em antropologia.
A preocupação inicial era com os povos circumpolares do Norte, considerando comparativamente a caça, o pastoreio e a pecuária como formas alternativas em que esses povos se alimentavam de renas ou caribus. Em trabalhos recentes, ele vincula os temas da percepção ambiental e prática qualificada, substituindo os modelos tradicionais de transmissão genética e cultural, fundados na aliança da biologia neodarwiniana e das ciências cognitivas, com uma abordagem relacional com foco no crescimento das habilidades corporificadas de percepção e ação nos contextos socioambientais do desenvolvimento humano. Isso o levou a examinar o uso de linhas na cultura e a relação entre antropologia, arquitetura, arte e design.
Ingold atuou por mais de 25 anos na Universidade de Manchester, onde foi nomeado Professor de Antropologia Social em 1995, tendo se mudado em 1999 para Aberdeen, onde estabeleceu um novo Departamento de Antropologia do Reino Unido, além de centrar seus esforços no tema "O Norte" The North), entre os anos de 2011 e 2017.
Realizou trabalho de campo etnográfico entre Sami e finlandeses na Lapônia e escreveu sobre questões comparativas de meio ambiente, tecnologia e organização social no norte círculo polar, bem como sobre o papel dos animais na sociedade humana, sobre questões de ecologia humana, e na teoria evolutiva em antropologia, biologia e história. A partir daí, passou a explorar os vínculos entre percepção ambiental e o que veio a denominar de "prática qualificada", com vistas a substituir os modelos tradicionais de transmissão genética e cultural por uma abordagem relacional focada no crescimento de habilidades incorporadas de percepção e ação em contextos sociais e ambientais de desenvolvimento.
Em suas pesquisas mais recentes, Ingold explora três linhas de investigação que surgiram de seu trabalho anterior, relacionadas à dinâmica do movimento de pedestres, à criatividade da prática e à linearidade da escrita. Toda essa análise foi reunida em um projeto financiado pelo Conselho de Pesquisa Econômica e Social do Reino Unido (2005-08), intitulado “Explorations in the comparative anthropology of the line".  Posteriormente, lecinou e escreveu sobre uma série de questões sobre a interface entre antropologia, arqueologia, arte e arquitetura. De 2013 a 2018 dirigi o projeto ‘Knowing From the Inside: Anthropology, Art, Architecture and Design’ - Conhecendo por dentro: antropologia, arte, arquitetura e design (2013 a 2018), com financiamento do European Research Council. O pensador se aposentou da Universidade em 2018, mas continua pesquisando e escrevendo como um acadêmico independente.
Na obra "Making: Anthropology, Archaeology, Art and Architecture" de 2013, Ingold discute ideia de que os processos de pensamento dos fabricantes e os materiais que utilizam estão em um processo contínuo de correspondência e se influenciando mutuamente. Para o Autor, a criatividade surgiria dentro de um processo contínuo e improvisado entre fabricantes, materiais e outras coisas não humanas, como ferramentas e meio físico. Esses não humanos desempenham um papel ativo na influência dos processos de pensamento do criador e vice-versa. A criação de objetos e aprendizados ocorre a partir de relações complexas e recíprocas entre essas forças.

## Fases de Desenvolvimento do Pensamento
A carreira de Ingold pode ser dividida aproximadamente em quatro fases: a primeira de 1970 a 1988, a segunda de 1988 a 2002, a terceira de 2002 a 2018, a quarta de 2018 aos tempos presentes.

### Fase 1 (1970-1988)
A primeira fase começou com a pesquisa de doutorado entre o povo Skolt Sami no extremo nordeste da Finlândia. Ingold já havia ido até o local para estudar a etnopolítica de uma pequena e aparentemente ameaçada minoria, mas logo acabou sendo envolvido no que, para o próprio povo, eram questões muito mais urgentes em torno da gestão de seus rebanhos de renas e as contingências de fazer face às despesas em um ambiente que de outra forma oferecia retornos escassos da pesca, coleta de frutas e trabalho casual em locais de construção de estradas. Essas perguntas tornaram-se tema da tese de doutorado e do primeiro livro (The Skolt Lapps Today, 1976 - Os Lapões de Skolt hoje).
Chegando à Universidade de Manchester em 1974 como um recém-nomeado professor de antropologia social, foi obrigado a dar aulas de antropologia ecológica, e logo mergulhar na literatura sobre relações entre o ambiente humano e o meio-ambiente, com um foco particular – decorrente da própria experiência de campo – nas relações entre humanos e animais.
Como o Povo Sami eram, pelo menos nominalmente, um povo pastoral, Ingold inicialmente foi atraído para situar sua pesquisa no campo dos estudos antropológicos do pastoralismo nômade. A maioria desses estudos, no entanto, estavam localizados em regiões etnográficas – Norte e Leste da África, Mediterrâneo, Sudoeste e Ásia Central – em que as condições eram tão diferentes do que o pesquisador acabou  encontrando uma enorme dificuldade para estabelecer uma base para comparação.
Possibilidades comparativas muito mais promissoras, no entanto, foram oferecidas por estudos de outros povos indígenas ao redor do Norte circunpolar, muitos dos quais viviam de caça, ou por alguma combinação de caça e pastores. No segundo livro, Caçadores, pastores e fazendeiros: economias de renas e suas transformações (1980), discute essa comparação, de povos ao redor do Norte para os quais as renas ou caribu eram um pilar do sustento. Neste trabalho, as relações homem-animal – e especialmente a questão de saber se essas relações poderiam ser consideradas "domésticas" – se tomaram o centro do debate. Esta pesquisa comparativa, juntamente com o ensino em antropologia ecológica, eventualmente atraíram Ingold para o campo dos estudos de caçadores-coletores.
O trabalho nesse campo abordava temas no cerne da compreensão da condição humana de uma forma que os estudos do pastoralismo, até então, não abordavam. Tais tópicos incluíam: O que constitui um ambiente para os seres humanos e como eles podem ser capazes para se adaptar a ele, ou alternativamente, para transformá-lo? O que significa fazer e usar ferramentas e quando fazer e usar equivale a uma "tecnologia"? Como as pessoas se relacionam, ou exercem direitos sobre terras e águas, e o que é preciso para que essas relações sejam entendidas como formas de propriedade ou posse? Se o movimento é uma condição da vida humana, então como os movimentos de pessoas designadas como "nômades" diferem dos de pessoas caracterizadas como sedentárias? O que significa armazenar coisas para o futuro e como o armazenamento afeta a qualidade das relações sociais? Como as pessoas conciliam seu senso de autonomia com a dependência dos outros? 
Ao abordar esses e outros temas, tanto na pesquisa quanto no meu ensino, Ingold parte de uma premissa que, na época, era considerei indiscutível, ou seja, que, tanto como organismos vivos quanto pessoas sociais, todos os seres humanos estão necessariamente presos em dois sistemas de relações ontologicamente distintos: de relações ecológicas com componentes não humanos do meio ambiente; e de relações sociais entre si em relação a esses componentes. A questão, então, sempre se resumia à forma como esses dois sistemas relacionais, distintos, mas intimamente acoplados, se cruzam entre si. Isso, por sua vez, definiu a agenda do terceiro livro, A apropriação da natureza: ensaios sobre ecologia humana e relações sociais (1986).
Ao mesmo tempo, ao seguir essa percurso, também confrontava uma série de questões teóricas mais amplas baseadas na convicção de que o que dizemos sobre a vida social e a cultura deve ser pelo menos coerente com o que a ciência biológica ensina sobre a evolução humana. Logo ficou evidente que, para progredir na integração dos dois campos, da antropologia social e da biologia evolutiva, primeiro teria que desvendar os muitos sentidos diferentes em que os conceitos emparelhados de história e evolução haviam sido inscritos – às vezes como equivalentes, às vezes em oposição – por defensores de posições radicalmente diferentes, tanto sobre a natureza da mudança quanto sobre a questão da singularidade humana.
Assim, Ingold realizou uma investigação sistemática sobre como esses conceitos foram usados, nos campos da biologia, história e antropologia, desde meados do século XIX até os dias atuais. O resultado foi seu quarto livro, Evolução e Vida Social (1986). No entanto, o que Ingold esperava ser um monumento da integração teórica acabou, em muitos aspectos, como um fracasso, já que no próprio curso de escrevê-lo, seu próprio pensamento estava passando por uma mudança profunda, ocasionada principalmente pelo encontro com as filosofias de processo de Henri Bergson e Alfred North Whitehead. Foi uma mudança que, no livro, permaneceu incompleta e não resolvida.

### Fase 2 (1988-2002)
Apenas alguns anos depois, em 1988, Ingold percebeu que o único caminho a seguir seria reescrever a biologia, ou melhor, buscar uma aproximação com uma biologia que fosse desenvolvimental e não evolutiva em sua  orientação.
Para as tentativas anteriores de integração, Ingold tinha notado uma incompatibilidade absoluta entre o tipo de "pensamento populacional" que era axiomático na biologia evolutiva convencional e o "pensamento relacional" fundamental para a antropologia social contemporânea. Buscava uma síntese que fosse relacional. E para isso, teve que buscar fontes alternativas para a solução do problema.
Em biologia, recorreu ao trabalho de Susan Oyama na fundação do que passou a ser conhecido como "teoria dos sistemas de desenvolvimento" (DST). Na filosofia, recorreu aos escritos fenomenológicos de Martin Heidegger e, acima de tudo, Maurice Merleau-Ponty. Igualmente, precisou incorporar o pensamento da psicologia, uma disciplina que tinha sido notável por sua ausência nos trabalhos anteriores de Ingold. Nesse aspecto, buscou auxílio não na corrente dominante da psicologia cognitiva, mas na abordagem ecológica da percepção fundada por James J. Gibson. Ingold já tinha sido introduzido nessa abordagem em meados da década de 1980, mas apenas alguns anos depois  que ele começou a perceber seu pleno significado para a antropologia. Foi seu engajamento com a psicologia ecológica que realmente distinguiu a segunda fase da pesquisa.
A antropologia ecológica, na época, havia chegado a um impasse, que tinha a ver com o posicionamento da cultura nas relações homem-meio ambiente. Alguns viam a cultura como meio humano de adaptação por excelência, outros a viam como um sistema autônomo de significado, transcendendo o nexo ecológico e estabelecendo suas condições. Gibson, no entanto, propôs uma maneira de entender como os animais, sejam humanos ou não humanos, podem perceber seu ambiente diretamente, no próprio curso de agir nele, de maneiras que respondam à sua prática atual. Isso não só ofereceu um caminho através da dúvida, mas também ajudou Ingold a quebrar algumas bifurcações cada vez mais problemáticas entre humanos e não humanos, e entre cultura e natureza. Em suma, a psicologia ecológica prometia o tipo de perspectiva relacional que o pensador buscava.
Com a singular exceção de A. Irving Hallowell que - sempre muito à frente de seu tempo - já estava lendo e fazendo referência ao trabalho de Gibson em meados da década de 1950, Ingold centrou sua atenção nessa perspectiva antropológica. No entanto, Ingold também analisava o trabalho de Jakob von Uexküll, reconhecido retrospectivamente como o fundador da biosemiótica. Tal como Gibson, von Uexküll também colocou o animal no centro de seu próprio mundo perceptivo, mas em outros aspectos suas respectivas abordagens diferem muito.
Para Gibson, o animal descobre significados no meio ambiente, na forma do que ele chamou de seus "produtos", para von Uexküll, os projetos animais significam em seu ambiente, para formar o que ele chamou de Umwelt. Um artigo publicado em 1992, "Cultura e a percepção do meio ambiente", foi a primeira tentativa de Ingold  e de qualquer antropólogo, até então, de comparar as abordagens de Gibson e von Uexküll e examinar sua relevância para a antropologia.
Ingold perseguiu esses temas ao longo da década de 1990, em uma série de ensaios, a maioria dos quais foram originalmente escritos como palestras especiais ou apresentações de conferências. Em muitos deles, continou com seus interesses anteriores na caça e nas sociedades pastorais, nas quais reconsiderou certas questões de percepção (por exemplo, "Caçar e colher como formas de perceber o meio ambiente", 1996), relações homem-animais (por exemplo, 'Da confiança à dominação: uma história alternativa das relações homem-animal', 1994; "Totemismo, animismo e representação de animais", 1998) e domesticação ('Cultivar plantas e criar animais: uma perspectiva antropológica sobre domesticação', 1996).
Outros ensaios levantaram as questões do que significa perceber o mundo, habitar nele e se mover nele, em termos mais gerais. Alguns se concentraram nos significados do meio ambiente e da paisagem (por exemplo, 'A temporalidade da paisagem', 1993), outros sobre diferenças homem-animal ('Construção, moradia, vida: como animais e pessoas se fazem em casa no mundo', 1995). Em um terceiro grupo de ensaios, Ingold assume o conceito de habilidade, compreendido em termos de coordenação de percepção e ação, e sua influência no surgimento das ideias de tecnologia (por exemplo, 'Sociedade, natureza e o conceito de tecnologia', 1990), de linguagem e inteligência (por exemplo, 'A poética do uso de ferramentas: da tecnologia, da linguagem e da inteligência ao artesanato,  canção e imaginação', 1993), e da evolução dos chamados "humanos modernos" ('Pessoas como nós": o conceito do humano anatomicamente moderno, 1995).
Em certmos momemntos, Ingold acabou por revisar e montar tais ensaios em um único volume, intitulado A percepção do meio ambiente: ensaios sobre subsistência, moradia e habilidade que foi publicado no ano 2000. Quatro de seus 23 ensaios, no entanto, foram escritos especialmente para o livro, e publicados lá pela primeira vez. Um deles, "O sonho de um circunpolar", uma reanálise do trabalho clássico de Hallowell sobre a ontologia de Ojibwa, antecipou muitas das ideias que foram mais recentemente promulgadas na antropologia sob as rubricas gêmeas do perspectivismo e da "volta ontológica". Outro, "Ancestralidade, geração, substância, memória, terra", explorou entendimentos dessas cinco dimensões da indigeneidade em termos de contraste entre modelos genealógicos e relacionais.
Em 'Pare, olhe e ouça! Visão, audição e movimento humano' Defendi minha abordagem à percepção, derivada de Gibson e Merleau-Ponty, através de uma crítica às abordagens que estavam sendo propostas na época por defensores da "antropologia dos sentidos". O ensaio que talvez tivesse a maior influência no trabalho subsequente de Ingold, no entanto, foi intitulado "Para viajar por um modo de vida: mapas, wayfinding e navegação". Isso explicitamente retomou o contraste entre a abordagem de Gibson para o wayfinding (orientação), entendida como um movimento ao longo do que ele chamou de "caminho de observação", e teorias do mapeamento cognitivo, que pensam na navegação em termos de localização e integração de imagens específicas de ponto dentro de uma representação mental abrangente.
Apesar de seus diversos temas, o fio condutor de todos os ensaios para a Percepção do Meio Ambiente foi uma ambição de estabelecer uma alternativa de síntese ao dominante – de biologia neo-darwiniana, ciência cognitiva e antropologia cultural – trazendo tanto o pensamento "sistemas de desenvolvimento" na biologia quanto o pensamento 'ecológico' na psicologia em um diálogo com o pensamento 'relacional' na antropologia. Isso, por sua vez, estabeleceu as bases para a terceira fase da pesquisa.

### Fase 3 (2002-2018)
O ponto de partida para esta fase foi a ideia de que a vida não é vivida em locais, mas em caminhos ou linhas. Assim, o "modo de vida" tem que ser entendido literalmente, não como um corpo de tradição recebido, entregue de forma independente e antecipada à sua promulgação no mundo, mas como um processo criativo e improvisado de encontrar um caminho através, em um mundo de relações e processos que estão sempre se desenrolando.
Aqui, a figura da linha tomou o centro do palco. O lançamento desta nova fase da pesquisa, sobre a história e antropologia da linha, acompanhou de perto sua mudança de Manchester para a Universidade de Aberdeen, para criar um novo programa de ensino e pesquisa em antropologia. Outro ponto de virada foi a decisão, após a Nona Conferência Internacional sobre Sociedades de Caça e Encontro, que Ingold e seu colega Alan Barnard, em Edimburgo, no ano de 2002, renunciaram ao campo de estudos de caçadores-coletores, a fim de me concentrar em outro conjunto de temas que eu haviam começado a desenvolver antes de deixar Manchester, na interface entre antropologia, arte e arquitetura. Com isso surgiram um conjunto totalmente novo de desafios interdisciplinares, que têm estado na vanguarda da pesquisa de Ingold, desde então.
Inicialmente, Ingold direcionou seu trabalho em três direções, no que diz respeito, respectivamente, à dinâmica do movimento dos pedestres, à criatividade da prática e à linearidade da escrita. Sua pesquisa sobre caminhada, realizada em conjunto com a colega Jo Vergunst, levou ao nosso volume coeditado Formas de caminhar: ethnografia e prática a pé (2008). Nisso, pode mostrar como caminhar juntos, ao contrário do encontro cara a cara, é uma forma primária de socialidade humana, e como ela se assemelha à narrativa como uma maneira não apenas de ir de um lugar para outro, mas também de fazer os próprios lugares. Em sua pesquisa sobre prática criativa, retorna aos escritos de Whitehead e Bergson – desprezados quando os leu pela primeira vez no início dos anos 1980, mas agora de volta à voga – com o objetivo de desacoplar a ideia de criatividade da inovação, e de ligá-la em vez de um senso de improvisação, como um movimento que está continuamente atento às idas e vindas dos outros humanos e não humanos.
Um destaque foi a conferência de 2005 da Associação de Antropólogos Sociais do Reino Unido, que convocou em Aberdeen, sobre criatividade e improvisação cultural. Um volume de conferência, com o mesmo título, e coeditado por Ingold e sua colega Elizabeth Hallam, foi publicado em 2007. No mesmo ano Ingold publica "Linhas: uma breve história". O livro evoluiu a partir da série de Palestras Rhind, patrocinada pela Sociedade de Antiquários da Escócia, que Ingold tinha apresentado em Edimburgo em 2003, intitulada "Linhas do passado: para uma arqueologia antropológica de práticas inscritivas". No entanto, enquanto nas palestras Ingold havia focado na ideia de linearidade da escrita e do desenho, em seu livro subsequente esboçou uma abordagem muito mais ampla para entender a relação entre movimento, conhecimento e descrição.
A chave para esta abordagem foi a distinção entre dois tipos de linha: o traço gestual e o conector ponto a ponto. Linhas do primeiro tipo, tipicamente feitas à mão, ou caminhando, compreendem o que chamo de "malha", diferente da rede de interconexões pontuais. Assim, os viajantes, improvisando sua passagem pelo mundo ao longo dos caminhos da malha, e atendendo e respondendo às condições circundantes à medida que avançam, são viajantes. Em Linhas, tentei mostrar como a orientação– em oposição ao transporte, o transporte de pessoas ou mercadorias de ponto a ponto – é a maneira mais fundamental pela qual os seres vivos habitam a terra.
Essas ideias foram desenvolvidas em uma coleção de 19 ensaios, todos escritos durante os anos 2000, e publicados sob o título Estar vivo: ensaios sobre movimento, conhecimento e descrição (2011). Os destaques da coleção incluem: 'Cultura no chão: o mundo percebido pelos pés' (2004), que explorou como os desenvolvimentos em calçados, pavimentação de ruas e transporte contribuíram para uma suposta separação, apoiando muito trabalho na ciência cognitiva, entre locomoção e cognição; 'Ponto, linha, contraponto: do ambiente ao espaço fluido' (2009), no qual Ingold retornar a sua comparação anterior das abordagens de Gibson e von Uexküll para entender como os animais percebem o mundo ao seu redor, encontrando uma resolução de tipos no pensamento de Gilles Deleuze; 'Contra o espaço: lugar, movimento, conhecimento' (2009), que mostra como a lógica moderna da inversão converte a colocação em gabinete, viajando em transporte e formas de conhecer a cultura transmitida, e 'A textilidade da criação' (2010), na qual eu mude o foco de objetos prontos para os processos de sua geração e dissolução, uma mudança que exige que sigamos os materiais à medida que fluem,  misturar e mutar.
Enquanto, ao longo desta fase, Ingold continou a se inspirar na psicologia ecológica de James Gibson, também tornou-se mais consciente das limitações de sua abordagem. Pois enquanto ele concede ao perceber um papel ativo e exploratório, o mundo percebido parece estático, como se já estivesse ali colocado. Em Estar Vivo – particularmente os ensaios 'Terra, céu, vento e clima' (2008) e 'Paisagem ou mundo climático?' (2005) – Buscou superar essa limitação, deslocando o foco da superfície da Terra para a dinâmica atmosférica do vento e do clima, situando assim o vijante no coração de um mundo em fluxo contínuo. A linha do viajante, em suma, não só deixa seu rastro no chão, mas também criar sua atmosfera.
Para entender a relação entre linhas e atmosfera, percebe que teria que reunir o estudo de ambos, combinando lineaologia com meteorologia, em sua obra "Na vida das linhas", publicada em 2015. O livro tem três partes. O primeiro, 'Knotting', foca nas muitas maneiras pelas quais as linhas estão envoltas na formação do solo, suas características e habitantes. No segundo, "intemperamento", muda seu olhar para para a atmosfera, mostrando como a luz e o som, em particular, podem ser entendidos como fenômenos atmosféricos. Na terceira parte, no entanto, traz o argumento de volta à questão perene do que significa ser humano, ou levar um tipo de vida humana, no tipo de mundo que descrevi. Minha resposta é sugerir que os humanos não são tanto seres como se tornam; na verdade, que em seus trabalhos e passando, eles são "humanizando". Em uma palavra, ser humano é um verbo.
Mais uma vez, a inspiração para este movimento vem em parte da psicologia ecológica de James Gibson. Anteriormente, Ingold havia sido particularmente atraído por suas ideias de que perceber é sobre atender às coisas e que a atenção é uma habilidade que pode ser aperfeiçoada através da prática. Ele chamou isso de "educação da atenção". Em seu artigo,  que Ingold considera um marco, "Da transmissão de representações à educação da atenção" (2001), desendo uma alternativa ecológica à visão dominante de que a cultura consiste em sistemas de representação transmitidos pela aprendizagem social de uma geração para outra. Contra isso, argumenta que as variações que estamos inclinados a chamar de cultura são, de fato, variações de habilidade, e que as habilidades não são transmitidas prontas, mas aprendidas novamente em cada geração sob a orientação de praticantes já realizados.
Ingold volta repetidamente a esse argumento contra a ideia de transmissão em criticar modelos neo-darwinianos de evolução genética e cultural, e suplantá-los com uma abordagem relacional, por exemplo, no meu artigo, "Além da biologia e da cultura: o significado da evolução em um mundo relacional" (2004), e no volume, coeditado com Gisli Palsson, seres biossociais: integração da antropologia social e biológica  (2013). Esse volume, baseado em uma sessão da conferência de 2010 da Associação Europeia de Antropólogos Sociais, foi talvez o primeiro a estabelecer uma abordagem coerente da evolução humana do ponto de vista da antropologia social, e fundado em uma ontologia relacional. Não surpreende, recebeu uma recepção legal entre a maioria dos biólogos evolucionários.
Na terceira parte da Vida das Linhas, no entanto, voltei ao tema da educação da atenção, comparando a abordagem de Gibson com a do filósofo educacional Jan Masschelein. Em 2016, foi convidado para apresentar o Dewey Lectures no Centro de Educação, Aprendizagem e Didática da Universidade de Rennes, e usou essas palestras como uma oportunidade para explicitar o argumento contra a ideia de transmissão, e para a ideia atenção, em maior profundidade. As palestras formaram a base do livro Antropologia e/como educação (2018). A tese-chave do livro é que a antropologia, entendida como uma forma de acompanhar e aprender com os outros, é em si educacional na prática e na intenção.
A prática – de ir junto e responder aos outros – é o que Ingold chama de 'correspondência', e esta foi o tema da Palestra no Memorial do Instituto Real Antropológico Huxley de 2014, 'Sobre correspondência humana' (publicada em 2017). No entanto, a ideia de correspondência, e o novo foco na educação, também faz parte da contínua tentativa de reunir a percepção com a imaginação, entendida não como um poder de representação mental, mas como uma forma de entrar criativamente no próprio tornar-se das coisas – de mover -se "rio acima" para o momento de sua formação incipiente. É precisamente em sua falha em oferecer um relato convincente da imaginação que a abordagem gibsoniana à percepção é mais desejada. Em uma série de artigos recentes, como sua  'Introdução' ao volume de 2012 Imaginando paisagens: presente passado e futuro (coeditado com Monica Janowski) e 'Sonhando com dragões: na imaginação da vida real', Ingold busca corrigir isso, e sua última coleção, Imaginando de verdade: ensaios sobre criação, atenção e correspondência , reúne esses e outros ensaios, escritos principalmente entre 2010 e 2018, entre duas capas. A coleção foi publicada em novembro de 2021.
A maior parte do seu trabalho, a partir de 2002, foi situada na interface entre antropologia (amplamente concebida para incluir antropologia social e biológica, bem como arqueologia pré-histórica), arte e arquitetura. De 2003 a 2010, Ingold fez um curso na Universidade de Aberdeen intitulado T"he 4 As" (os quatro As). Os As em questão eram antropologia, arqueologia, arte e arquitetura e os temas abordados variavam de questões de design e criação, materiais, forma e função, movimento e gesto, os sentidos na percepção, ofício e habilidade às linhas, desenho e notação.
Ingold baseou-se em sua experiência no curso para o livro Fazendo: antropologia, arqueologia, arte e arquitetura, publicado em 2013, e – depois disso – para uma aplicação bem sucedida ao Conselho Europeu de Pesquisa para uma Bolsa Avançada. O projeto, intitulado Knowing from the inside (ou KFI for short), Conhecendo por Dentro, se propunha a criar uma nova síntese na confluência de antropologia, arte, arquitetura e design, a partir da premissa de que em todas as quatro disciplinas, o conhecimento cresce a partir do pequeno conhecimento de nosso engajamento prático e observacional com o mundo ao nosso redor – ou seja, do pensamento com,  de e através de seres e coisas, não apenas sobre eles. O objetivo geral da Conhecendo Por Dnetro era mostrar como a pesquisa sustentada por essa premissa poderia fazer a diferença para a sustentabilidade das relações ambientais e para o bem-estar que depende dela. O Projeto "Conhecendo por Dentro" funcionou por cinco anos, de 2013 a 2018, e deixou uma influência duradoura por meio de publicações, teses de doutorado concluídas e outras formas de divulgação.

### Fase 4 (2018-Presente)
Em setembro de 2018, após a conclusão do projeto "KFI" (Conhecendo por Dentro), Ingold se aposentou formalmente. No entanto, sua pesquisa e escrita continuaram inabaláveis. No mesmo, em seu livro "Antropologia: por que importa", destinado ao  leitor em geral, foi publicado no mesmo ano. O primeiro ano pandemia de 2020 viu a publicação de seu livro Correspondências, que reúne suas reflexões pessoais sobre uma série de colaborações arte-antropologia nas quais se engajou nos últimos anos. Em 2021, trouxe sua coleção de ensaios Imaginando de verdade, junto com novas edições de suas duas coleções anteriores, A percepção do meio ambiente e estar vivo, juntos formando uma trilogia e encerrando as últimas três décadas de trabalho. No mesmo ano, houve a publicação de uma edição especial (co-compilada com meu colega e ex-aluno Cristian Simonetti) da revista Theory Culture and Society, sob o título "Fluidos sólidos: novas abordagens de materiais e significados", baseado em um projeto financiado pela Academia Britânica para os quatro anos 2015 a 2019. Por fim, reuniu em um volume editado sobre pedagogias alternativas, baseado na experiência do projeto KFI (Conhecendo por Dentro), intitulado Conhecendo de dentro: experimentos transdisciplinares com questões de pedagogia, previstas para serem publicadas em março de 2022. Além de tudo isso, seus planos a longo prazo é retornar ao campo na Lapônia finlandesa e continuar de onde parou em 1980, retornando a seu ofício original de etnógrafo em campo.

## Projetos de pesquisa recentes

#### Fluidos sólidos no Antropoceno: Um Inquérito transdisciplinar sobre a antropologia arqueológica de materiais(2015-19)
Financiado pela Academia Britânica sob seu Regime Internacional de Parceria e Mobilidade, este projeto respondeu a apelos para repensar a relação entre ciências humanas e terrestres, lançando um novo diálogo entre arqueologia e antropologia. Nosso foco estava no gelo e concreto, dois materiais-chave que combinam propriedades de solidez e fluidez. Tradicionalmente colocados em extremidades opostas da história, ambos são pegos em histórias contínuas de mudança ambiental. Combinando revisão de literatura, trabalho de campo, experimentos, workshops e eventos de treinamento, o projeto reuniu antropólogos e arqueólogos na Escócia com expertise no estudo do Norte circunpolar, e no Chile, um país rico em geleiras e no qual o desenvolvimento moderno sustentado por infraestruturas concretas enfrenta instabilidade sísmica crônica. Os resultados do projeto incluíram uma edição especial, intitulada Fluidos Sólidos, da revista Teoria, Cultura e Sociedade.

#### Conhecendo por dentro: Antropologia, Arte, Arquitetura e Design(2013-18)
Este grande projeto, financiado por uma Bolsa Avançada do Conselho Europeu de Pesquisa, teve como objetivo reconfigurar a relação entre a prática da investigação acadêmica nas ciências humanas e o conhecimento a que ela dá origem. Os protocolos convencionais de pesquisa esperam que o estudioso trate o mundo como reserva para extrair material empírico para interpretação subsequente à luz da teoria apropriada. Contra isso, partimos para o julgamento de um procedimento alternativo pelo qual a teoria não é aplicada após o fato, a um corpus de material já recolhido, mas cresce a partir de nossos compromissos diretos, práticos e observacionais com o material do mundo habitado. Nosso método foi distinguido pela observação e experimento, dos quais os resultados não foram apenas textos escritos, mas obras de arte ou artesanato, performances e instalações. O projeto contribuiu tanto para a educação quanto para o design da vida sustentável por meio de uma ênfase renovada na criatividade improvisada e na acuidade perceptiva dos praticantes. Entre os resultados estão os livros Correspondências (2017, 2020) e Imaginação para Real (2022), bem como o volume editado Knowing From the Inside (2022).

#### Trazendo as coisas de volta à vida: emaranhados criativos em um mundo de materiais(2011-2013)
Convencionalmente, a criação de coisas tem sido entendida como forma imponente para a matéria. Financiado por uma Bolsa de Pesquisa Importante do Leverhulme Trust, este projeto teve como objetivo desafiar esse modelo de criação "hilomórfico" e substituí-lo por uma ontologia que atribui primazia a forças e materiais. Ele se propunha a mostrar que as coisas não são redutíveis aos objetos; que são gerados dentro de processos de vida; que o foco nos processos de vida nos obriga a atender aos fluxos de materiais; que esses fluxos são criativos, e que a prática criativa se desdobra ao longo de uma malha de linhas entrelaçadas. O projeto resultou em um livro, A Vida das Linhas (2015).

#### Ouvindo pássaros: uma abordagem antropológica ao som de aves(2007-2009)
Este projeto, financiado pelo Conselho de Pesquisa em Artes e Humanidades, tinha dois objetivos predominantes. O primeiro foi explorar o papel do som na mediação das relações entre humanos e pássaros. Queríamos entender como os sons dos pássaros se tornam importantes e significativos para as pessoas, por exemplo, em sua evocação de tempo, lugar ou estação. A segunda foi investigar como as pessoas se tornam hábeis em diferenciar o que ouvem. Como as pessoas aprendem as habilidades de ouvir e identificar sons de pássaros? Isso nos levou a investigar a relação entre visão e audição, o que é fundamental para o que acontece quando ouvimos um pássaro. Como ouvir um pássaro difere de vê-lo? Como ver influencia o que ouvimos e como ouvimos? Qual é a relação entre um pássaro como objeto e os sons que ele faz? 

#### Explorações na antropologia comparativa da linha(2005-2008)
Este projeto, financiado por uma Bolsa Docente do Conselho de Pesquisa Econômica e Social, perseguiu as implicações de tratar o ser humano não como uma entidade independente, mas como crescer ao longo de um modo de vida. De todas as formas é uma linha de algum tipo. Por meio de uma antropologia comparativa e histórica da linha, a pesquisa teve como objetivo forjar uma nova abordagem para a compreensão da relação, na vida humana e na experiência, entre movimento, conhecimento e descrição. Como um trabalho de síntese intelectual, o estudo foi baseado em bibliotecas, abrangendo literaturas em diversas disciplinas dentro e fora das ciências sociais. Levou a dois livros importantes. Linhas: Uma Breve História (2007) explorou como, na transição do traço para o conector, a linha de crescimento foi descadada do movimento que deu origem a ele. A making (2013) examinou as relações entre antropologia, arqueologia, arte e arquitetura como caminhos disciplinares ao longo dos quais os ambientes são percebidos, moldados e compreendidos.

#### Cultura do solo: caminhada, movimento e placemaking(2004-2006)
Financiado pelo Conselho de Pesquisa Econômica e Social, este projeto foi construído em um estudo anterior que se concentrou especificamente em divagações recreativas e passeios na Escócia, e foi projetado para revelar a socialidade de caminhar sobre uma tela mais ampla. Através de uma ethnografia dos movimentos cotidianos dos pedestres, exploramos como caminhar une tempo e lugar na experiência, relacionamentos e histórias de vida das pessoas.

#### Aprender é entender na prática: explorar as relações entre percepção, criatividade e habilidade(2002-2005)
Este projeto, financiado pelo Conselho de Pesquisa em Artes e Humanidades, foi realizado em conjunto com a Escola de Belas Artes da Universidade de Dundee. O projeto combinou abordagens da bela arte e antropologia para examinar a relação entre percepção, criatividade, inovação e habilidade, através de um estudo empírico das práticas de conhecimento da bela arte. A pesquisa também explorou o potencial de uma abordagem baseada na prática para o ensino e aprendizagem em ambas as disciplinas.

## Escritos - Língua Portuguesa
Livros traduzidos para o português
- 2020 - Antropologia e/como educação ISBN 978-8532664556
- 2019 - Evolução e vida social  ISBN 978-8532660657
- 2019 - Antropologia: Para que serve? ISBN 978-8532660046
- 2015 - Estar vivo: Ensaios sobre movimento, conhecimento e descrição. ISBN 978-8532650528

Artigos traduzidos para o português
- Chega de etnografia! A educação da atenção como propósito da antropologia[10]
- Humanidade e animalidade
- Pare, Olhe, Escute! Visão, Audição e Movimento Humano[11]
- Percebendo o ambiente na Lapônia finlandesa[12]
- Repensando o animado, reanimando o pensamento[13]
- Trazendo as coisas de volta à vida: emaranhados criativos num mundo de materiais[14]

Entrevistas publicadas em português
- Diálogos Vagueiros: Vida, Movimento e Antropologia[15]

## Publicações em outros idiomas

### Livros[8]
2022. Imagining for real: essays on creation, attention and correspondence. Abingdon: Routledge, xix, 417 pp.
2021.Machiavel chez les babouins: pour une anthropologie au-delà de l’humain (a collection of7 papers, previously published in English, translated by C. Degoutin and L.Perez, and introduced by L. Balice), Asinamali, 287 pp.
2020. Correspondences. Cambridge: Polity, viii, 230 pp.
2018. Splatać otwarty świat: architektura, antropologia, design (a collection of 5 papers, previously published in English, translated and introduced by E. Klekot), Krakow: Instytut Architektury, 185 pp.
2018. Anthropology: why it matters, Cambridge: Polity, 145 pp. Translations into Spanish (Alianza Editorial 2020), Portuguese (Editora Vozes 2019), German (Peter Hammer Verlag, 2019), Chinese (Peking University Press, 2020), Italian (Meltemi, 2020).
2018. Anthropology and/as Education. Abingdon: Routledge, xi, 94 pp. Translations into French (L’anthropologie comme education, Presses Universitaires de Rennes, 2018), Italian (La Linea 2019), Portuguese (Editora Vozes 2020).
2015. The Life of Lines. Abingdon: Routledge, xi, 172pp. Translation into Spanish (Ediciones Universidad Alberto Hurtado 2018), Japanese (Film Art 2018), Italian (Treccani 2020).
2014. (with P. Descola) Être au monde : quelle expérience commune? (Débat présenté par M. Lussault), Lyon : Presses Universitaires de Lyon, 75 pp.
2013. Marcher avec les dragons, trans. P. Madelin (a collection of 14 papers, previously published in English). Brussels : Zones Sensibles, 379 pp.
2013. Making: anthropology, archaeology, art and architecture. Abingdon: Routledge, xii,163pp. Translations into French (Dehors 2017), Italian (Rafaella Cortina Editore 2019), Japanese (Sayusha 2017).
2012. Ambientes para la vida: conversaciones sobre humanided, conocimiento y antropología (a series of papers and conversations edited and translated by J. Taks). Montevideo: Ediciones Trilcea and UDELAR.
2011. Being alive: essays on movement, knowledge and description. Abingdon: Routledge, xviii, 270pp. (new edition 2022). Translation into Portuguese (Editora Vozes 2015).
2007. Lines: a brief history. London: Routledge, xii, 186 pp. (reissued in Routledge Classics series, with a new Preface, 2016). Translations into French (Une brève histoire des lignes, Zones Sensibles 2011), Spanish (Gedisa 2015), Japanese (Sayusha 2014).
2001. Ecologia della cultura, trans. C. Grasseni and F. Ronzon (a collection of 6 papers, previously published in English). Rome: Meltemi, 237 pp.
2000. The perception of the environment: essays on livelihood, dwelling and skill. London: Routledge, xiv, 465 pp. (new editions 2011, 2022).
1986. The appropriation of nature: essays on human ecology and social relations, Manchester: Manchester University Press, ix, 287 pp.  (paperback reprint 1989).
1986. Evolution and social life, Cambridge: Cambridge University Press, xv, 431 pp. (reissued in the series ‘Classic Texts in Anthropology’, and with a new Preface, by Routledge, 2016, xxiv, 355pp.). Translations into Spanish (Editorial Grijalbo 1991) and Portuguese (Editora Vozes 2019).
1980. Hunters, pastoralists and ranchers: reindeer economies and their transformations, Cambridge: Cambridge University Press, xv, 326 pp, Paperback reprint 1988.
1976. The Skolt Lapps Today, Cambridge: Cambridge University Press, xi, 276pp.

### Livros Editados/ Co-Publicados[8]
2022. Knowing From the Inside: Cross-Disciplinary Experiments with Matters of Pedagogy. London: Bloomsbury, xiv, 267 pp.
2014. (with E. Hallam) Making and growing: anthropological studies of organisms and artefacts. Farnham: Ashgate, xiv, 244 pp. (reissued by Routledge 2016)
2013. (with G. Palsson) Biosocial becomings: integrating social and biological anthropology. Cambridge: Cambridge University Press, viii, 281pp.
2012. (with M. Janowski) Imagining landscapes: past, present and future. Farnham: Ashgate, xiii, 169pp. (reissued by Routledge 2016)
2011. Redrawing anthropology: materials, movements, lines. Farnham: Ashgate, xvi, 199 pp. (reissued by Routledge 2016)
2008. (with J. Lee Vergunst) Ways of walking: ethnography and practice on foot. Aldershot: Ashgate, xi, 200pp. (reissued by Routledge 2016)
2007. (with E. Hallam) Creativity and cultural improvisation. Oxford: Berg, xx, 327 pp. (reissued by Routledge 2008).
1996. Key debates in anthropology, 1988-1993. London: Routledge, xiii, 302 pp.
1994. Companion Encyclopaedia of Anthropology: Humanity, Culture and Social Life, London: Routledge, xxxiv, 1127 pp. (reprinted 1995, paperback 1997)
1993. (with K. R. Gibson) Tools, language and cognition in human evolution, Cambridge: Cambridge University Press, xii, 483 pp. Paperback reprint, 1994.
1991. Evolutionary models in the social sciences (special issue of Cultural Dynamics, Vol.4 no.3). Leiden: E J Brill.
1988. (with D. Riches and J. Woodburn) Hunters and gatherers, Vol I:  History, evolution and social change, and Vol II: Property, power and ideology, Berg Publishers and St Martin's Press, x, 329 pp. and x, 323 pp.
1988. The social implications of agrarian change in northern and eastern Finland, Helsinki:  Anthropological Society of Finland, 156 pp.
1988. What is an animal? London: Unwin Hyman, xviii, 189 pp. Paperback reprint with new preface, London: Routledge, 1994.

### Artigo selecionados (pelo próprio autor)[8]
2021. In praise of amateurs. Ethnos 86: 153-172.
2021. (with C. Simonetti) Introducing solid fluids. Theory, Culture and Society (special issue: Solid Fluids: New Approaches to Materials and Meaning).
2020. On building a university for the common good. Philosophy and Theory in Higher Education 2: 45-68.
2019. ‘Art and anthropology for a sustainable world’. Journal of the Royal Anthropological Institute.
2018. From science to art and back again: the pendulum of an anthropologist. Interdisciplinary Science Reviews 43: 213-227.
2017. On human correspondence. Journal of the Royal Anthropological Institute (N.S.) 23(1): 9–27.
2014. The creativity of undergoing. Pragmatics & Cognition 22(1): 124-139.
2014. That’s enough about ethnography! Hau: Journal of Ethnographic Theory 4 (1): 383–395.
2012. Toward an ecology of materials. Annual Review of Anthropology 41: 427-42.

## Nota
Este artigo foi inicialmente composto pela tradução do verbete da Wikipédia em inglês, cujo título é "Tim Ingold".